# Seznam računalniških vsebin
Seznam računalniških vsebin podaja večino člankov, ki se v Wikipediji nanašajo na računalništvo in nam prvenstveno služi za nadzorovanje sprememb. Naslovi člankov so izpisani z malo začetnico, tam kjer je potrebno, drugače pa z veliko. Kakorkoli že, Wikipedijin sistem vse članke samodejno zapiše z veliko začetnico.

## 1
16-bitna arhitektura -
18-bitna arhitektura -

## 2
2048 -

## 3
32-bitna arhitektura - 386BSD -

## 6
64-bitna arhitektura -

## 7
7z - 7-Zip -

## 8
802.16 (Wimax) -

## A
A/UX -
abstraktni podatkovni tip -
abstraktni razred -
abstraktno skladenjsko drevo - 
Active Server Pages -
Ada -
Adobe Dreamweaver -
Adobe Flash Player -
Adobe Illustrator -
Adobe Photoshop -
Adobe Systems -
AED -
Age of Empires -
agilne metode razvoja programske opreme -
AI -
AIML -
Ajax -
alfanumerični prikaz -
ALGOL -
ALGOL 68 -
algoritem -
algoritem slikarja -
algoritmi za urejanje podatkov -
allplan -
ALT Linux -
AMD Am386 - 
AMD Am386DX -
ANSI C -
APL -
aplikacija - 
aplikacijska plast -
aplikacijski programski vmesnik -
Apple Computer -
Apple Macintosh -
APT -
Arch Linux -
arhitektura računalnika -
arhiv -
arkadni avtomat - 
ASCII -
ASCII umetnost -
Audio Stream Input Output -
AutoCAD -
AutoLISP -
AVL-drevo -
avtentikacija -
avtorizacija -
awesome -
ažuriranje-

## B
backpropagation - 
bajt -
BASIC -
BBS -
BCPL -
Beležnica -
BeOS -
Berkeley Software Distribution - 
Berners-Lee, Tim -
besedilna datoteka -
besedilni uporabniški vmesnik -
BFD -
binarno iskanje - 
bisekcija - 
bit -
BitC -
bipropagation -
BKUNIX -
BlackBerry 10 -
bliskovni pomnilnik -
blog - 
blok (pomnilnik) -
blok (računalništvo) -
blokator pisanja -
Blum-Blum-Shubov generator psevdonaključnih števil -
bluetooth -
BMP -
Boolov podatkovni tip  -
Boolova algebra -
Boolova spremenljivka -
BPMN - 
brainfuck -
bralnik - 
bralno-pisalni pomnilnik -
brskalnik -
brute force attack - 
BSD - 
Burroughs MCP -
byte - 
Byte (revija) -

## C
C (programski jezik) - 
C++ -
C++Builder -
C# -
C-- -
C11 -
C99 -
CAD -
Cairo -
Casio -
cat -
CD - 
CD-ROM - 
CeBIT -
celo število -
certifikat -
cev -
cevovod -
CGI -
Cheriton, David -
CHILL - 
chmod -
chown -
Chrome OS -
Church, Alonzo -
Church-Turingova teza -
cikel -
ciklanje -
cilj -
ciljna funkcija -
CISC -
Clipper -
CLX (Delphi) -
CMOS -
CNC -
Coherent -
Colossus -
Commodore -
Commodore 64 -
Compaq -
Compiz -
CompuServe -
Comrie, Leslie John -
CORBA -
cp -
CP/M -
CPython -
Cray, Seymour Roger -
Cray -
Cray-1 -
Cray-2 -
Cray X-MP -
CryEngine -
Crystal Monitor -
Crytek -
CRC -
CSS -
CVS -
Cycmanager - 
Cygwin -
Cygwin/X -
Cyrix -
CUDA -

## Č
čakalna vrsta -
čarovnik -
časovna zahtevnost -
časovni razporejevalnik -
četrta normalna norma -
čip - 
čiščenje pomnilnika - 
čiščenje spomina - 
črkovalnik -
črtna koda -
črv -

## D
D -
Darwin -
datagram IP -
datoteka -
datotečna bližnjica -
datotečni format -
datotečni format RAR -
datotečni format ZIP -
datotečni upravljalnik - 
DCG -
Debian -
DEFLATE -
dekodiranje - 
Delaunayeva triangulacija -
deli in vladaj -
delovna datoteka -
DEMOS OS -
Dexi - 
diagram poteka -
Digital Equipment Corporation -
Dijkstra, Edsger Wybe -
Dijkstrov algoritem -
dinamična dodelitev pomnilnika v C -
dinamični upravljalnik oken -
dinamično programiranje -
direktorij -
disk - 
disketa -
distribucija Linux -
DJGPP -
dmalloc -
dodatni program - 
dokument - 
dolžine najkrajših poti -
DOM -
Dolphin -
DOS - 
dostop - 
downloadanje -
DragonFly BSD -
DVD -
DVD-ROM -
dvojiška koda -
dvojiški komplement -
dvojiško drevo -
dvojiško iskanje -
dvojni klik -
dvorazsežna računalniška grafika -
dwm -

## E
e-pošta - 
eggogologija -
Electric Fence -
Elektronika B3-34 -
elektronska pošta -
elektronski poštni seznam -
Elementary OS -
Emacs -
ENIAC -
eniški komplement -
EXE -
ezoterični programski jezik -

## F
FAR Manager -
FAQ -
FAUMachine -
Fedora -
Ferix -
Ferranti Mark 1 -
FIFO -
File Explorer -
Firefox - 
Flags of the World -
format - 
FORTRAN - 
FORTRAN 77 - 
Fortran -
FOSS -
Fractint -
FreeBSD -
FTP -
funkcijska tipka -
funkcijski kazalec -
funkcijski programski jezik -
funkcionalno programiranje -

## G
Garey, Michael Randolph -
Gates, Bill -
GCC - 
gcc - 
GDB -
GE 600 -
GE 635 -
generacije programskih jezikov -
generator naključnih števil -
generator psevdonaključnih števil -
genetsko programiranje -
gentoo (upravljalnik datotek) -
Gentoo Linux-
geslo -
gets -
GFDL -
GIF -
gigabajt -
gigazlog -
GIMP -
glava - 
GML -
GNOME -
GNOME Commander -
GNU -
GNU/Linux -
GNU Compiler Collection -
GNU Project -
Go -
Google -
Google Chrome -
Google Desktop -
gradniški komplet orodij -
grafični datotečni format -
grafični uporabniški vmesnik -
grafični vmesnik - 
grafično namizje - 
grafično namizno okolje -
grep -
Gruber, John -
GTK -

## H
Hanojski stolpi -
heker -
Hewlett-Packard -
Hewlett-Packard UniX - 
hiperpovezava -
hipertekst -
hitro urejanje -
hišni računalnik - 
Hiweed -
Hockeyarena - 
HP-32S -
HP-35 -
HP-41 -
hp-ux - 
HP-UX -
HTML -
HTML element -
HTTP -

## I
i386 - 
IAS machine -
IBM -
IBM 701 -
IBM 702 -
IBM AIX -
IceWM -
ICMP -
igralna konzola -
igralni plošček -
ikona -
illumos -
imenik -
imenski prostor -
imenski sistem tipov -
imperativni jezik -
imperativno programiranje -
informacija -
informatika - 
infrardeči vmesnik -
Insure++ -
integracija -
integrirano vezje - 
Intel 80386 -
Intel Inspector -
IntelliJ IDEA -
interakcija med človekom in računalnikom –
internacionalizacija in lokalizacija -
internet -
Internet Relay Chat -
internetni nabor protokolov -
internetni sleng -
interpolacijsko iskanje -
interpreter -
iOS -
IP-naslov -
IPQ -
IRC -
IRIX -
iskanje -
iskanje alfa-beta -
ISO 8859-2 -
ISO/OSI referenčni model -
izdelava računalniške igre -
izhod -
izvajalni sistem -
izsiljevalsko programje -
izvorna koda -

## J
java - 
JavaScript -
jedro -
jedro Linux -
jedrski jezik -
jezik četrte generacije -
jezik druge generacije -
jezik tretje generacije -
jezik pete generacije -
jezik prve generacije -
Jobs, Steve -
Johnson, David Stifler -
Johnson, Stephen Curtis -
Joy, Bill -
JPG -
JPEG -
Julia -

## K
K3b -
Kali Linux -
kalkulator -
kanal - 
kaseta -
kazalec -
kazalna naprava -
kazalo datotek -
KDE -
KDE 1 -
KDE 2 -
KDE 3 -
KDE 4 - 
KDE 4.0 - 
KDE Software Compilation 4 -
kibernetska kriminaliteta -
kibernetski prostor -
kibernetski terorizem -
ključ - 
Knuth, Donald -
knjižnica -
Knoppix -
koda - 
kodiranje - 
kodiranje ČŠŽ -
korakanje -
komercialna programska oprema - 
komercialno programje - 
kompatibilnost -
kompozitni upravljalnik oken -
komunikacijski protokol -
Konqueror -
konstruktor -
Konvencija o kibernetski kriminaliteti -
konventiranje - 
kopica -
korak -
korensko okno -
kraja identitete -
krmilna enota - 
krmilnik - 
Krusader - 
kurzor - 
kvantni računalnik -
KWin -

## L
lahki označevalni jezik -
LAMP -
LAN - 
leksično območje spremenljivk -
libcwd -
Licenca BSD -
LIFO -
Limbo -
lint -
Linux -
Linux-libre -
lisp -
Little, Mike -
lokalno omrežje - 
LPC -
lupina -
LXDE -
LynxOS -
LZO -
LZOP -

## M
Mac OS X -
mainframe - 
makro -
Manchester Mark 1 -
Mandriva Linux -
manifestna tipizacija -
mapa -
Maple -
Markdown -
Mathematica -
MATLAB -
McIlroy, Douglas -
MeeGo -
mehurčno urejanje -
memornik -
Memwatch -
menu -
meritev priljubljenosti programskega jezika -
Metanet -
metoda mejnih parov -
metoda podpornih vektorjev -
metoda vzvratnega razširjanja - 
Microsoft -
Microsoft DOS - 
Microsoft Office -
Microsoft Windows -
Microsoft Word -
Microsoft .NET -
Midnight Commander -
mikrojedro -
mikroprocesor - 
mikroračunalnik - 
MIME -
minimaks -
miniračunalnik -
MINIX -
Minix -
MISRA C -
miška -
Mitnick, Kevin -
mnogovrstna platforma -
MNOS -
močna in šibka tipizacija -
modem - 
modri zaslon smrti -
Modula-2 -
Modula-3 -
modularno programiranje -
modulo -
monitor - 
Morris, Robert H. -
MouseText -
Mozilla -
MP3 -
mrežna kartica -
MS Windows - 
MTuner -
Multi User Dungeons - 
Multics -
multiplekser -
MySQL -
Mozilla Firefox -
Mozilla -
MUD -
Mullenweg, Matt -

## N
nabor ukazov -
nabor znakov -
nadbesedilo - 
nadpovezava - 
nadzorna struktura - 
nadzorni pretok -
nadzorni znak -
naključni dostop -
nalagalnik -
nalaganje -
namenski program -
namizje - 
namizna metafora -
namizno okolje -
namizno založništvo -
napad z grobo silo -
napaka 404 -
naprava -
naslov -
naštevni tip -
Nautilus (upravljalnik datotek) -
navidezni pomnilnik - 
neoblikovani jezik -
Neopets - 
NetApp -
NetBSD -
nevronska mreža -
newlib -
NEXTSTEP - 
NeXTSTEP -
ničelni znak -
ničelno omejeni niz -
Nintendo 3DS -
niz -
nizkonivojski jezik - 
nizkonivojski programski jezik - 
NOD32 -
Norton Commander - 
nosilec podatkov -
notesnik - 

## O
obdelava -
Objective-C -
objektna koda -
objektno usmerjeni programski jeziki -
objektno usmerjeno programiranje -
oblikovalnik besedil -
območje objav -
obrnjeni poljski zapis -
ocaml -
Octave -
odprta koda -
odprti svet -
odprtokodna programska oprema -
ohišje - 
Oikarinen, Jarkko -
okno -
okenski sistem -
okenski upravljalnik - 
okenski vmesnik -
okensko okrasje -
okna X - 
omrežni nivoji -
Opera -
Open MPI -
Open Source Definition - 
OpenBSD -
OpenCL -
OpenGL -
OpenIndiana -
OpenSolaris -
operacijski sistem -
operacijski sistem CNK -
operacijski sistemi podobni Unixu -
operacijsko okolje -
operator -
opravilna vrstica -
optični disk -
optimizacija spletnih strani -
Oracle Developer Studio -
OS X - 
osebni računalnik -
osrednji računalnik -
osveževanje pomnilnika -
označevalni jezik -
označitev -

## P
Pacman (upravljalnik paketov) -
Painter - 
paket -
pametni telefon -
panografija -
parameter - 
paskal -
Pažitnov, Aleksej -
PC Magazine -
PCMan File Manager -
PDF -
PDP-7 -
PDP-11 -
perceptron -
periferna enota -
Perl -
PETSCII -
phishing - 
PHP -
Pike -
piksel -
PL/I -
Plan 9 from Bell Labs -
Plan 9 from User Space -
Pike, Rob -
PNG -
podatek -
podatkovna baza -
podatkovna shema -
podatkovna struktura -
podatkovni tip -
podatkovno rudarjenje -
podprogram -
pogojni operator -
pogosto zastavljena vprašanja -
pokrivalni upravljalnik oken -
polimorfizem -
polje - 
polje (podatkovni tip) -
polje znakov -
pomnilnik -
pomnilniški razhroščevalnik -
Pong -
popravek -
Portable C Compiler -
Portable Document Format -
posel - 
POSIX -
posnetek -
posredni jezik -
PostgreSQL -
poštni odjemalec -
povezani seznam -
povezovalnik -
povleci in spusti -
povratni znak -
PowerPC-
Pozdravljen, svet -
PozdravljenSvet - 
požarni zid -
pravilo delta -
predpomnilnik -
predprocesor -
predprocesor C -
pregledovalnik slik -
prehod - 
preizkusni program - 
prekoračitev medpomnilnika -
prelomna točka -
prenos podatkov -
prenosljivost programske opreme -
prenosna igralna konzola -
prenosni računalnik - 
prenosni telefon -
prenosnik - 
prevajalnik -
prevajalnik prevajalnikov -
prevajalniška optimizacija -
preverjanje mej -
prireditev -
priročni program -
Pro/ENGINEER -
problem najbližjega para točk -
proceduralni jezik -
proceduralno pogramiranje -
procesiranje - 
procesor -
procesorski register -
Processing -
program - 
programer -
programerska aplikacija -
programi za simbolno računanje -
programska koda - 
programska oprema -
programska paradigma -
programska razširitev - 
programski dodatek - 
programski jezik -
programski jezik Abel -
programski jezik B -
programski jezik C -
Programski jezik C (knjiga) -
programski jezik CHILL - 
programski jezik Cobol -
programski jezik C++ -
programski jezik Fortran - 
programski jezik java -
programski jezik Mercury -
programski jezik Modula-2 - 
programski jezik Modula-3 - 
programski jezik pascal - 
programski jezik Ruby -
programski vsiljivci - 
programsko orodje -
programsko piratstvo -
Projekt GNU -
prolog -
prosta programska oprema - 
prosto programje -
protokol -
protokoli in arhitektura X Windows System -
prototip funkcije -
prva videoigra -
psevdokoda -
psevdonaključnost -
puščanje pomnilnika -

## Q
QNX -
Qt -

## R
računalnik -
računalnik K -
računalnikar -
računalniška arhitektura -
računalniška geometrija -
računalniška grafika -
računalniška igra -
računalniška ikona - 
računalniška miška -
računalniška mreža -
računalniška platforma -
računalniška tehnika -
računalniški disk -
računalniški pomnilnik -
računalniški program - 
računalniški virus -
računalniški zanesenjak -
računalniško hlajenje -
računalniško inženirstvo -
računalniško izobraževanje -
računalniško omrežje -
računalniško podprto načrtovanje -
računalniško programiranje -
računalništvo -
računalo -
RAM-
ransomware -
rastrska grafika -
Rational Purify -
razbirnik -
razhroščevalnik -
razširljivost -
razvijalec videoiger -
razvrščevalni algoritem -
register - 
rekurzija -
rekurzivni akronim -
Renaissance Kingdoms - 
reparentni upravljalnik oken -
Research Unix -
Resource Hacker -
rezervirana beseda -
RFID - 
risalnik- 
Ristanović, Dejan -
Ritchie, Dennis -
rm (Unix) -
Chris Roberts -
ročno upravljanje pomnilnika -
ROM -
Rošal, Jevgenij Lazarevič -
Round robin -
ROX-Filer -
RPL -
RPN - 
RSS -
Rust -

## S
Safari -
SAS -
Sawfish -
scheme -
Scheutz, Per Georg -
Schildt , Herbert -
SCO OpenServer -
SEAC -
Seed7 -
sekljalna funkcija -
sektor -
sekvenčni dostop -
selectron -
serializacija -
seznam -
seznam kalkulatorjev -
seznam odprtokodnih programov -
seznam programerjev -
seznam programskih jezikov -
seznam računalnikarjev -
seznam računalniških iger - 
seznam računalniških revij -
seznam računalniških revij v Sloveniji -
seznam računalniških vsebin -
seznam videoiger -
seznam znanstvenih konferenc s področja računalništva -
shareware - 
Shell, Donald -
Shellovo urejanje -
sigla-
signal -
SIMCOS -
simulator nabora ukazov -
SINIX -
sistem oken X - 
sistem tipov -
sistemska programska oprema -
Skipjack -
sklad -
skladnja -
skladnja jezika C -
skladovni avtomat -
skladovni upravljalnik oken -
skupinski program -
Skype - 
sled - 
sleng računalnikarjev -
slika za ozadje -
slikovna pika -
slikovna točka -
slovar -
Smalltalk -
smeti -
Solaris -
Sony Ericsson P910 -
sortiranje - 
SPAM -
SPARC -
splet -
spletišče -
spletna stran -
spletni forum -
spletni strežnik -
spletnik - 
spletno ribarjenje - 
spletno zalezovanje -
spletno zvabljanje - 
Splint -
sporočilo - 
Stallman, Richard Matthew -
standard računalniškega zaslona -
standardna knjižnica -
standardna knjižnica jezika C -
static -
statično področje -
stavek -
stavek switch -
Steele, Guy Lewis -
stiskanje podatkov -
stran -
strdup -
Strela -
strežnik -
strlcpy -
strojna beseda -
strojna koda -
strojna oprema - 
strojna oprema računalnika - 
strojni jezik - 
strojno besedilo programa - 
strojno učenje -
struktura -
strukturalno programiranje -
Stuxnet -
su -
sudo -
Sun Microsystems -
SUN Microsystems - 
SunOS -
SUPER-UX -
SuperKaramba -
superračunalnik -
superračunalniška arhitektura -
superračunalniški operacijski sistemi -
superuporabnik -
Sussman, Gerald Jay -
svetovni splet -
SWAC -
Swartz, Aaron -
Swift -

## Š
šahovski računalniški programi -
šestnajstiški številski sistem -
šifra -
šifriranje -
širokopasovna povezava -
števec -
število s premično vejico -
številski sistem -
števka -
štiriindvajsetbitna barvna globina -
šum -

## T
t-test -
tabela -
tabela simbolov -
tabulator - 
tajni ključ -
tajnopisje -
takt -
Tanenbaum, Andrew Stuart -
tar -
TCP -
TCP/IP -
tehnična podpora -
tekst -
telekomunikacija -
telekonferenca - 
Telnet -
teoretično računalništvo -
teorija informacij -
teorija izračunljivosti -
teorija komunikacij -
teorija približkov -
teorija programskih jezikov -
teorija rekurzivnih funkcij -
terabajt -
terminal - 
terminalski strežnik - 
test -
testiranje programske opreme -
Tetris -
TeX -
Texas Instruments -
The WordPress Foundation -
Thunar -
TI-58 -
TI-58 C -
TI-83 -
TI-83 Plus -
TI-83 Plus Silver Edition -
TIFF -
tipka -
tipkovnica - 
tipkovnična bližnjica -
tipografija -
tiskalnik -
TMG -
tok podatkov -
tolmač - 
topologija -
topološko razvrščanje -
Torvalds, Linus -
Total Commander -
TotalView -
tračna enota -
transakcija -
translacija -
transformator -
transputer -
tranzistor -
tranzitivna ovojnica -
trdi disk - 
tretja normalna forma -
trinitron -
trirazsežna računalniška grafika -
trojanski konj -
TrueType -
Thompson, Kenneth -
TRS-80 -
Tru64 UNIX -
TTA -
tuljava -
Turing, Alan -
Turingov stroj -
Turingova nagrada -
Turingov test -
typedef -

## U
U-lite -
U3 - 
UART -
ubežna koda -
Ubuntu -
Ubuntu MATE -
UCS -
UDP -
ukaz -
Ultrix -
umetna inteligenca -
UML -
Unicode -
unija -
UNIVAC -
UNIVAC 1100/2200 -
UNIVAC 1101 -
UNIVAC 1103 -
UNIVAC 1107 -
UNIVAC I -
UNIVAC II -
UNIVAC III -
seznam znakov nabora Unicode -
Unigraphics -
Unisys -
UNIVAC -
Unix -
UNIX System III -
UNIX System V -
Unixoidi - 
Unixu podobni operacijski sistemi - 
UnixWare -
upodabljanje -
upodabljanje na daljavo -
uporabniška programska oprema -
uporabniški vmesnik -
upravitelj datotek - 
upravljalnik datotek -
upravljalnik oken -
upravljalnik oken X -
upravljalnik paketov -
upravljalnik sej X -
upravljanje s pomnilnikom -
uptime -
ureditev bajtov -
urejanje po delih -
urejanje s kopico -
urejanje s pomočjo mehurčkov - 
urejanje z navadnim izbiranjem -
urejanje z navadnim vstavljanjem -
urejanje z zlivanjem -
urejevalnik besedila - 
urejevalnik bitne grafike - 
urejevalnik rastrske grafike -
urejevalnik vektorske grafike -
URL -
USB -
Usenet -
userbar -
USIX -
usmerjevalnik -
UTF-8 -
UTP -

## V
V (programski jezik) -
V (operacijski sistem) -
Vala -
Valgrind -
VCL (Delphi) -
VectorLinux -
večopravilnost -
večplatformsko programje -
večvrstna platforma -
veliki sistemi Burroughs -
Verilog -
vgradni C -
vgradni sistem -
VHDL - 
vhod -
vi -
video avtomat - 
Video Graphics Array -
video igra - 
videoavtomat - 
videoigra -
virtualni pomnilnik - 
visokonivojski programski jezik - 
vmesni jezik -
vmesnik -
vmesnik z ukazno vrstico -
void -
vojna brskalnikov -
vojne Unixov -
Volkov Commander -
vrata -
vrhnja internetna domena -
vrsta -
vrstica -
vrstični urejevalnik -
vtičnik -
VxWorks -
vzvratna združljivost -

## W
WAMP -
Warhammer 40.000 -
Wayland -
WFS -
Whirlwind -
Wiki -
wikibesedilo -
Wikipedija -
WikiWiki - 
Williams-Kilburnova cev - 
Williamsova cev -
WinDbg -
Window Maker -
WindowBlinds -
Windows - 
Windows Explorer - 
Windows Registry -
Windows Vista -
Wine -
WinRAR -
Wirth, Niklaus -
WML - 
WordPress -
write blocker -
WYSIWYG -
Wikipedia Search -

## X
x86 -
x86-64 -
X Window System -
XAMPP -
XCF -
Xenix -
XFce -
XFwm -
XHTML -
XML -
xterm -
XtreemOS - 
XUL -
X-Windows

## Z
zaglavna datoteka -
zagonski meni -
zagonski nalagalnik -
zahteva po razlagi -
Zakrajšek, Egon - 
zanka -
zanka do while -
zanka for -
zanka while -
zapis -
zapis (računalništvo) - 
zapisovanje optičnih diskov -
zaporedna točka -
zaprtje -
zaslon - 
zaslonska slika -
zaslonski strežnik -
zaslonski upravljalnik X -
zbirni jezik -
zbirnik - 
zbirnik (programski jezik) -
ZivijoSvet - 
združljivost C in C++ -
združljivostni sloj -
Zellerjeva kongruenca -
zgodovina računalništva -
zgodovina videoiger -
zlog - 
znak -
znakovni niz -
Zorkmid -
zunanja spremenljivka -
zvočna kartica -
ZZT -

## Ž
žarišče -
želvja grafika -
žepni računalnik - 
žeton -
žični model -
življenjska doba -